# آکیلینو بونفانتی
آکیلینو بونفانتی (انگلیسی: Aquilino Bonfanti; ۲۵ فوریهٔ ۱۹۴۳ – ۱۲ آوریل ۲۰۱۶) بازیکن فوتبال اهل ایتالیا بود.
از باشگاه‌هایی که در آن بازی کرده‌است می‌توان به باشگاه فوتبال رجینا، باشگاه فوتبال اینتر میلان، باشگاه فوتبال هلاس ورونا، باشگاه فوتبال کاتانیا، باشگاه فوتبال پیستویزه، و باشگاه فوتبال آ.ث. میلان اشاره کرد.